# Achraf Douiri
Achraf Douiri (27 november 1999) is een Nederlands voetballer van Marokkaanse afkomst die als verdediger speelt.

## Carrière
Via SC Buitenveldert en HFC EDO kwam Douiri in 2017 in de jeugdopleiding van ADO Den Haag terecht. Dat avontuur bleef echter tot een jaar beperkt, waarna Douiri koos voor de Van Riemsdijk Sports Academy, ondergebracht bij vierdeklasser Zuidoost United. Deze academie bezoekt door het seizoen heen diverse internationale toernooien om haar spelers onder de aandacht te brengen. Dit gebeurde met Douiri die hierdoor via een toernooi in het Deense Odense in februari 2020 bij de Zweedse Tweededivisionist IFK Eskilstuna tekende. Het zou door de coronapandemie niet het gehoopte avontuur worden, want al snel kwam de Zweedse competitie stil te liggen. In de zomer streek Douiri zodoende neer bij IJsselmeervogels, waar hij al snel de overstap maakte van de onder 23 naar de A-selectie. Het aantal duels in de hoofdmacht bleef voor Douiri steken op twee, doordat het amateurvoetbal al snel werd stilgeleged door de coronacrisis.
In 2021 vertrok hij naar FC Volendam, waar hij een contract tot medio 2022 tekende.
De buitenspeler kwam transfervrij over van IJsselmeervogels, waar hij gecoacht werd door voormalig FC Volendam-trainer Berry Smit. Douiri kwam in zijn eerste seizoen in het betaalde voetbal elfmaal in actie, waarvan het merendeel als invaller. Hierin wist hij tweemaal het net te vinden. Waar Douiri in de eerste seizoenshelft als vleugelspeler fungeerde, werd hij gaandeweg door trainer Wim Jonk omgeschoold tot rechtsback. In 2022 promoveerde Douiri met FC Volendam naar de Eredivisie. Hij miste echter het slot van het seizoen als gevolg van een blessure aan zijn hamstring. Medio 2022 beloonde FC Volendam de ontwikkeling van de speler en werd zijn contract opengebroken en verlengt tot 2024. Na afloop van zijn contract verliet hij de club.
In februari 2025 sloot Douiri op amateurbasis aan bij Telstar. Hij maakte zijn debuut op 11 maart 2025 tegen zijn oude ploeg FC Volendam.

### Statistieken

#### Beloften
| Seizoen                   | Club             | Land            | Competitie      | Competitie | Competitie | Totaal | Totaal |
| Seizoen                   | Club             | Land            | Competitie      | Wed.       | Dlp.       | Wed.   | Dlp.   |
| ------------------------- | ---------------- | --------------- | --------------- | ---------- | ---------- | ------ | ------ |
| 2021/22                   | Jong FC Volendam | Nederland       | Tweede divisie  | 11         | 3          | 11     | 3      |
| Totaal beloften           | Totaal beloften  | Totaal beloften | Totaal beloften | 11         | 3          | 11     | 3      |
| Bijgewerkt op 1 juli 2023 |                  |                 |                 |            |            |        |        |

#### Senioren
| Seizoen                   | Club             | Land            | Competitie      | Competitie | Competitie | Beker | Beker | Overig | Overig | Totaal | Totaal |
| Seizoen                   | Club             | Land            | Competitie      | Wed.       | Dlp.       | Wed.  | Dlp.  | Wed.   | Dlp.   | Wed.   | Dlp.   |
| ------------------------- | ---------------- | --------------- | --------------- | ---------- | ---------- | ----- | ----- | ------ | ------ | ------ | ------ |
| 2020/21                   | IJsselmeervogels | Nederland       | Tweede divisie  | 2          | 0          | 0     | 0     | 0      | 0      | 2      | 0      |
| 2021/22                   | FC Volendam      | Nederland       | Eerste divisie  | 11         | 2          | 0     | 0     | 0      | 0      | 11     | 2      |
| 2022/23                   | FC Volendam      | Nederland       | Eredivisie      | 9          | 0          | 0     | 0     | 0      | 0      | 9      | 0      |
| 2023/24                   | FC Volendam      | Nederland       | Eredivisie      | 11         | 0          | 0     | 0     | 0      | 0      | 11     | 0      |
| 2024/25                   | Telstar          | Nederland       | Eerste divisie  | 3          | 0          | 0     | 0     | 0      | 0      | 3      | 0      |
| Totaal senioren           | Totaal senioren  | Totaal senioren | Totaal senioren | 36         | 2          | 0     | 0     | 0      | 0      | 36     | 2      |
| Carrièretotaal            | Carrièretotaal   | Carrièretotaal  | Carrièretotaal  | 47         | 5          | 0     | 0     | 0      | 0      | 47     | 5      |
| Bijgewerkt op 8 juli 2025 |                  |                 |                 |            |            |       |       |        |        |        |        |